# Climax (film)
Climax è un film del 2018 scritto e diretto da Gaspar Noé.
Si tratta di una co-produzione internazionale tra Francia e Belgio; si svolge nel 1996 durante l'inverno, all'interno di un unico edificio, e presenta un ampio cast composto da ventiquattro membri (guidati da Sofia Boutella) che interpretano una compagnia di danza francese che partecipa a un after-party dopo le prove; tuttavia, i festeggiamenti, prendono una piega più oscura quando tutti i ragazzi diventano sempre più agitati e confusi dopo aver consumato inconsciamente della sangria mescolata con LSD.

## Trama
Vengono mostrate su un televisore una serie di registrazioni nelle quali la coreografa Selva e il dj Daddy intervistano potenziali futuri membri di una compagnia di danza che stanno creando. Con i vari ragazzi parlano di argomenti quali la danza, le loro paure e relazioni e varie esperienze con il sesso e la droga. Una notte, durante la stagione invernale del 1996, in una scuola abbandonata, i ballerini riuniti provano un'elaborata coreografia prima di iniziare un after-party. Il gruppo eterogeneo balla e beve la sangria preparata dalla manager della troupe, Emmanuelle; inoltre i membri parlano tra di loro dei rispettivi problemi personali o di pettegolezzi gli uni sugli altri.
Con l'avanzare della festa, i ballerini diventano sempre più agitati e confusi e arrivano alla conclusione che la sangria sia stata drogata con LSD. All'inizio accusano Emmanuelle poiché è colei che li ha riforniti della bevanda, ma la donna fa notare che anche lei l'ha bevuta e ne sta risentendo degli effetti. Taylor, che è ostile nei confronti del compagno Omar per aver frequentato sua sorella Gazelle (anche lei facente parte del gruppo), dice agli altri che Omar non ha bevuto la sangria perché astemio, accusandolo di essere il responsabile della loro condizione. I presenti sono colti da una sorta di furiosa isteria che li porta a chiudere il ragazzo fuori dall'edificio al freddo estremo.
Emmanuelle si accorge che il suo piccolo figlio Tito, presente alle prove, ha bevuto della sangria e - in preda alla paranoia - lo rinchiude in una cabina elettrica per proteggerlo dall'agitazione crescente dei ballerini. Selva si reca nella stanza dell'amica Lou, dove quest'ultima sta poco bene e le confessa di non aver bevuto perché incinta. In quel momento sopraggiunge Dom, che risente fortemente della droga, e - scoperto che Lou non ha bevuto - l'accusa di aver messo l'LSD nella bevanda, prendendola a calci nel ventre. Lou, ferita e sofferente in stato emotivo e fisico, vaga senza meta per l'edificio e incrocia un alterco tra Alaia e Jennifer, durante il quale i capelli di Jennifer prendono fuoco dopo che Alaia l'aggredisce a causa del rifiuto di Jennifer di condividere la sua cocaina con lei.
Lou scappa fino a giungere sulla pista da ballo, dove viene presa nuovamente a male parole da Dom che la incolpa di averli drogati, ricevendo l'appoggio dei compagni che iniziano a prendersela con lei. Esasperata, quest'ultima prende un coltello e lo punta contro Dom, che la insulta ossessivamente con i compagni, arrivando a incoraggiarla ad uccidersi. La ragazza ha un esaurimento emotivo e si colpisce da sola lo stomaco e si ferisce superficialmente con la lama al viso e al braccio, nonostante Selva cerchi di fermarla, mentre i compagni continuano a non rendersi conto del degenerare della situazione. Emmanuelle, in evidente stato confusionale, persa la chiave della cabina elettrica in cui è rinchiuso Tito, cerca sconsideratamente di liberare suo figlio. Quando la scuola ha un improvviso calo di corrente si rende conto che Tito - che non sta più urlando dall'altra parte della porta - è rimasto fulminato.
Ivana porta una Selva pesantemente allucinata nella sua stanza, dove le due fanno sesso. David le scopre per caso ma viene mandato via; cerca poi di entrare nella stanza di Daddy, ma è scacciato anche lì. Continuando a vagare, David incontra Gazelle mentre suo fratello Taylor sta cercando di avere un rapporto con lei. Gazelle fugge da Taylor e capita nella sala da ballo dove i ballerini rimasti sono ormai totalmente in preda alla droga, ballando, contorcendosi sul pavimento, cantando in lingue diverse, facendo sesso tra loro o picchiandosi a vicenda. Taylor raggiunge Gazelle e la porta nella sua stanza, mentre David viene attaccato da un altro ballerino che gli fa sbattere la testa contro il pavimento.
Quando la polizia arriva la mattina successiva, trova la maggior parte dei ballerini priva di sensi. Omar è morto, congelato all'esterno dell'edificio, mentre Emmanuelle si è uccisa fuori dalla cabina elettrica. Gazelle si sveglia accanto a Taylor, apparentemente senza ricordare nulla della serata, mentre Lou, impazzita e insaguinata, esce dall'edificio e si contorce nella neve, nella scena che ha aperto il film. Mentre la polizia perquisisce l'edificio, Psyché, che ha diversi libri relativi agli allucinogeni nella sua borsa e apparentemente non ha sofferto degli effetti della LSD, va nella sua stanza e si cala alcune gocce di acido negli occhi.

## Produzione
Il film trae spunto dalla storia vera di un gruppo di ballerini francesi che durante gli anni 1990 hanno consumato sangria contenente LSD nel corso di una festa, pur tuttavia senza incorrere in incidenti come invece avviene nella pellicola. Il film è stato scritto, girato e montato in soli 4 mesi, affinché potesse essere presentato in concorso al Festival di Cannes 2018. La produzione del film, a detta di Gaspar Noé, è stata la più tranquilla e produttiva di tutta la sua carriera, nonostante il contenuto del film. Infatti, non ci sono stati litigi sul set o uso di alcool o droghe da parte del cast o della crew tecnica.
Il film si distingue per il suo stile e la sua produzione insoliti, essendo stato concepito e pre-prodotto in sole quattro settimane e girato in ordine cronologico in 15 giorni: sebbene Noé avesse concepito la premessa, la stragrande maggioranza delle scene è stata improvvisata dagli attori, a cui non era stata data alcuna anticipazione delle loro battute e che hanno avuto quasi completa libertà su dove portare la storia e i personaggi. Climax offre anche scelte cinematografiche e di montaggio insolite, includendo diversi piani sequenza, incluso uno della durata di oltre 42 minuti. Il cast del film è composto quasi esclusivamente da ballerini che, a parte Boutella e Souheila Yacoub, non avevano precedenti esperienze di recitazione.

## Promozione
Il primo trailer originale viene diffuso il 13 maggio 2018.

## Distribuzione
Climax è stato presentato in anteprima il 10 maggio 2018 nella sezione Quinzaine des Réalisateurs al Festival di Cannes 2018, dove ha vinto l'Art Cinema Award . È uscito nelle sale cinematografiche in Francia il 19 settembre 2018 da Wild Bunch e in Belgio il 21 novembre 2018 dalla O'Brother Distribution. Il film ha ricevuto recensioni positive, con molti critici che ne hanno elogiato la regia, la colonna sonora, la coreografia e le performance, anche se alcuni hanno criticato la sua violenza e percepito la mancanza di una vera storia. Il film è stato distribuito in Italia il 13 giugno 2019.

## Accoglienza
Il film è stato accolto positivamente da parte della critica, con tanto di standing ovation alla fine della proiezione del film al Festival di Cannes 2018, e con un punteggio del 71% di gradimento sul sito di Rotten Tomatoes, risultando uno dei film più apprezzati del regista argentino.
Noé si è dichiarato sospettoso riguardo all'accoglienza del suo film, in quanto, a detta sua, i suoi film e la sua arte dovrebbero dividere il pubblico e farlo sentire a disagio.

## Riconoscimenti
- 2018 – Festival di Cannes
  - C.I.C.A.E. Award
- 2018 – Sitges - Festival internazionale del cinema fantastico della Catalogna
  - Miglior film